# Габрусевич, Иван Северинович
Иван Северинович Габрусевич (Псевдонимы: Иртен, Джон, Северко) (укр. Іван Северинович Габрусевич; 1902, с. Ольховец, Галиция, Австро-Венгрия — 16 мая 1944, Заксенхаузен, Германия) — украинский политический деятель, видный представитель движения украинских националистов — ОУН, 4-й краевой проводник (руководитель) ОУН (июнь 1931—март 1932).

## Биография
Родился в семье священника. Детство прошло в селе Годов, ныне Зборовского района Тернопольской области. С юных лет занимался активной политической деятельностью.
С начала 1920-х гг. входил в число ведущих членов Группы украинской державницкой молодёжи, впоследствии — Союза Украинской Националистической Молодёжи.
Ещё будучи студентом философского факультета Львовского университета (который окончил в 1931), стал одним из организаторов молодёжного националистического движения на Львовщине.
Член Организации Украинских Националистов с момента её создания в феврале 1929 года, руководитель подреферентуры юношества Краевой экзекутивы ОУН на западноукраинских землях (ЗУЗ). Член Пласта во Львове.
И. Габрусевич по поручению Провода (руководства) Украинских Националистов развернул широкую деятельность по созданию подпольной сети молодёжных националистических групп и организации акций неповиновения польским властям.
Некоторое время редактировал журнал для молодёжи «Юноша». В 1930 по рекомендации первого председателя ОУН Е. Коновальца И. Габрусевич был назначен его заместителем, а с июля 1931 — Краевым Проводником ОУН на западноукраинских землях.
Во время его руководства проводом краевой экзекутивы ОУН на ЗУЗ в 1931 году в состав был введен Степан Бандера, которого Габрусевич назначил референтом отдела пропаганды.
Несколько раз подвергался арестам польской полиции. В 1934 вошёл в состав ОУН, где возглавил референтуру идеологической подготовки. Сотрудничал с украинской службой прессы в Берлине, позже — Вене. Член Провода ОУН, руководитель его референтуры идеологической выучки. В 1938 году ОУН получила для своих нужд замок Зауберсдорф в районе Виннер-Нойнштадту (Австрии) к югу от Вены. По воспоминаниям одного из деятелей ОУН Зиновия Кныша: «ОУН сняла этот дом почти за бесценок, для наших целей подходил он прекрасно: в нём спокойно размещалась добрая сотня людей, а то и больше, окруженный высокой стеной, за которой не было видно, что творится внутри, расположен в глухом селе, вдали от крупных дорог, но не слишком далеко от Вены. Замечательное место для проведения разных курсов, вышколы, всякой конспирационной работы». В этом замке члены ОУН проходили курс начальной военной подготовки. По воспоминаниям участника семинара Евгения Стахива, он содержал в себе «теорию военного дела, немного стратегии, международной политики, а также лекции по националистической идеологии, которые проводил Иван Габрусевич („Джон“)».
В его комнате в здании украинского бюро на Мекленбургской улице жил Павел Судоплатов во время пребывания в Берлине. Также Габрусевич присутствовал на первой встрече («сходини») членов ОУН с Судоплатовым. Между ними нередко возникали конфликты, однажды Габрусевич назвал его «большевиком».
После занятия войсками фашистской Германии Львова в 1941, И. Габрусевич активно способствовал провозглашению 30 июня 1941 оуновцами Украинской державы и созданию Украинского Государственного Правления.
Немецкое оккупационное руководство отнеслось к этой инициативе крайне негативно: во Львов были немедленно высланы команда СД и спецгруппа Гестапо для ликвидации «заговора» украинских националистов. Я. Стецько, провозглашённый председателем УГП, и ещё ряд его членов, в том числе И. Габрусевич 15 сентября 1941 были арестованы и заключены в концлагерь Заксенхаузен.
В первые дни пребывания в лагере сильно простудился из-за того, что группу прибывших заключенных-оуновцев целый день продержали на морозе в легкой одежде. Вследствие простуды заболел туберкулезом костей и желез. Не получал медицинской помощи. Смерть ускорила инъекция «для уменьшения температуры» в лагерном госпитале.
Умер И. Габрусевич в концлагере 16 мая 1944.